# NGC 1900
NGC 1900 is een open sterrenhoop in het sterrenbeeld Goudvis. Het hemelobject werd op 30 november 1834 ontdekt door de Britse astronoom John Herschel.

## WIKISKY
De online fotografische sterrenatlas WIKISKY toont de vermelding NGC 7076 voor de open sterrenhoop NGC 1900. Het object NGC 7076 bevindt zich in het noordelijke sterrenbeeld Cepheus en is een planetaire nevel.

## Synoniemen
- ESO 85-SC68